# 1600
1600（千六百、せんろっぴゃく）は自然数、また整数において、1599の次で1601の前の数である。

## 性質
- 1600は合成数であり、約数は1, 2, 4, 5, 8, 10, 16, 20, 25, 32, 40, 50, 64, 80, 100, 160, 200, 320, 400, 800, 1600である。
  - 約数の和は3937。
    - 約数の和が奇数になる68番目の数である。1つ前は1568、次は1681。
- 1600 = 402
  - 40番目の平方数である。1つ前は1521、次は1681。
  - 31番目の単一の形でしか表せない平方数である。1つ前は1521、次は1681。(オンライン整数列大辞典の数列 A153158)
  - n = 2 のときの 40n の値とみたとき1つ前は40、次は64000。
- 1600 = (2 × 20)2
  - n = 20 のときの (2n)2 の値とみたとき1つ前は1444、次は1764。(オンライン整数列大辞典の数列 A016742)
- 1600 = (4 × 10)2
  - n = 10 のときの (4n)2 の値とみたとき1つ前は1296、次は1936。(オンライン整数列大辞典の数列 A016802)
- 1600 = (5 × 8)2
  - n = 8 のときの (5n)2 の値とみたとき1つ前は1225、次は2025。(オンライン整数列大辞典の数列 A016850)
  - n = 5 のときの (8n)2 の値とみたとき1つ前は1024、次は2304。(オンライン整数列大辞典の数列 A017066)
- 1600 = 26 × 52
  - 2つの異なる素因数の積で p 6 × q 2 の形で表せる2番目の数である。1つ前は576、次は2916。(オンライン整数列大辞典の数列 A189990)
  - 2i × 5 j (i ≧ 0, j ≧ 0) の形で表せる31番目の数である。1つ前は1280、次は2000。(オンライン整数列大辞典の数列 A003592)
    - この形で表せるN進法では、逆数が有限小数になる。十進法では 1/1600 = 0.000625、二十進法では 1/400 = 0.005 となる。
    - 5の冪指数が2なので、六進法では 1/11224 = 0.00004505432… (下線部は循環節で長さは5)、十八進法では 1/4GG = 0.003BAHB968… (下線部は循環節で長さは4) となる。
- 1600 = 242 + 322
  - 異なる2つの平方数の和で表せる459番目の数である。1つ前は1597、次は1601。(オンライン整数列大辞典の数列 A004431)
    - 平方数が異なる2つの平方数の和で表せる15番目の数である。1つ前は1521、次は1681。(オンライン整数列大辞典の数列 A134422)
    - ここに現れる 24, 32, 40 はピタゴラス数である。
- n = 1600 のとき n と n − 1 を並べた数を作ると素数になる。n と n − 1 を並べた数が素数になる140番目の数である。1つ前は1560、次は1632。(オンライン整数列大辞典の数列 A054211)
- 1600 = 412 − 81
  - n = 41 のときの n 2 − 81 の値とみたとき1つ前は1519、次は1683。(オンライン整数列大辞典の数列 A098850)
- 1600 = 43/70 + 71 + 72 + 73 × 104
- 約数の和が1600になる数は3個ある。(1029, 1393, 1501) 約数の和3個で表せる45番目の数である。1つ前は1530、次は1694。
- 各位の和が7になる64番目の数である。1つ前は1510、次は2005。

## その他 1600 に関連すること
- 西暦1600年
- 1600系 - 1600系、または1600形と呼ばれる体系の一覧
- アメリカ合衆国大統領が居住し執務を行う官邸・公邸の建物、通称ホワイトハウスの住所はワシントンD.C.ペンシルベニア大通り1600である。

## 1601から1699までの整数

### 1601から1620
1601 = 素数、エマープ (1601 ←→ 1061)、回文数、回文素数、数字を入れかえた6101も素数
1602 = 2 × 32 × 89、ハーシャッド数
1603 = 7 × 229、半素数
1604 = 22 × 401
1605 = 3 × 5 × 107、楔数
1606 = 2 × 11 × 73、楔数
1607 = 素数、双子素数 (1607、1609)
1608 = 23 × 3 × 67
1609 = 素数、双子素数 (1607、1609)
1610 = 2 × 5 × 7 × 23
1611 = 32 × 179、ハーシャッド数
1612 = 22 × 13 × 31
1613 = 素数
1614 = 2 × 3 × 269、楔数
1615 = 5 × 17 × 19、楔数
1616 = 24 × 101、いろいろの語呂合わせ
1617 = 3 × 7 × 11、楔数
1618 = 2 × 809、半素数
1619 = 素数、エマープ (1619 ←→ 9161)、数字を入れかえた6911も素数、双子素数(1619、1621)
1620 = 22 ×34 × 5、ハミリング数、ハーシャッド数、双子素数の和（809 + 811）

### 1621から1640
1621 - スーパー素数
1622

### 1641から1660
1641 = 3 × 547、楔数
1642 = 2 × 821、半素数
1643 = 31 × 53、楔数